# コマ (水栓部品)
コマとは、上水道の水栓金具の内部に取り付けられているゴム製又は樹脂製の部品である。水栓金具のハンドルを開閉することで、水栓金具内のスピンドルが上下し、その先端にあるパッキン（一般にゴム製）の取り付けられたコマが開閉して水を流したり止めたりする構造である。

## コマの種類
コマの種類には、ケレップ、エスコマ、節水コマがある。また、コマには一般地仕様のものと寒冷地仕様のものがある。違いは、「寒冷地仕様」はスピンドルと共に上下し、空気を通す事で宅内水道管の凍結を防ぐようになっている。「一般地仕様」はスピンドルに繋がっておらず、水圧で押し上げられて水を通し、またスピンドルで押さえられて水を止める。水撃作用対策スピンドルも寒冷地仕様同様に一体型となっているものもある。
- ケレップ - コマとパッキンが分離しているもの。交換時にはコマ先端にナットで止められているパッキン部分のみを取り替えることもできる。
- エスコマ - コマとパッキンが一体となって分離できないもの。交換時にはコマごと取り替えることになる。
- 節水コマ - ハンドル半開時において通常のコマよりも節水できるようにしたコマ。

## コマのサイズ
コマのサイズには13用、20用、25用などがある。多くの一般家庭のコマには13用（15mm）が使用されているが、取り替え時には必ずサイズの適合したものを取り付けることが肝要である。